# C'est moi qui l'ai fait !
C'est moi qui l'ai fait ! (France) ou Swing la Marge dans l'fond d'la boîte à outils (Québec) (Please Homer, Don't Hammer 'Em...) est le 3e épisode de la saison 18 de la série télévisée d'animation Les Simpson.

## Synopsis
Les Simpson visitent un centre commercial complètement délabré. Au rayon librairie, Homer tombe sur le seul livre encore en bon état : un coffret pour apprendre la menuiserie. Mais lorsqu'il le rapporte à la maison, il ne s'en sert pas. C'est en voyant l'un de ses meubles abîmés que Marge décide de se mettre à la menuiserie. En faisant passer une annonce, elle se rend bien vite compte que beaucoup de gens tels que l'inspecteur Chalmers, Krusty le clown et bien d'autres ne lui font pas confiance à cause de son sexe. Elle demande alors à Homer de se faire passer pour un menuisier et celui-ci effectue quelques travaux chez le Professeur Frink et Kent Brockman. Après cela, Homer s'approprie un peu trop les honneurs, ce qui agace particulièrement sa femme qui décide de le laisser mener tout seul le projet de rénovation d'un parc d'attractions.
Pendant ce temps, Bart apprend dans une lettre que quelqu'un dans son école est allergique aux cacahuètes et que par conséquent, plus personne ne peut apporter d'aliments contenant cette nourriture. Après de brefs soupçons sur Milhouse, il apprend de la bouche de Willie que la personne n'est autre que le principal Skinner. Il en fait alors baver à ce dernier jusqu'à ce que celui-ci découvre l'allergie de Bart aux crevettes. Une bataille s'ensuit alors entre Skinner et Bart qui finissent par échouer dans une cuvette pleine de "crevettes cacahouetées", dans une usine de plats thaïlandais.